# Llet de peix

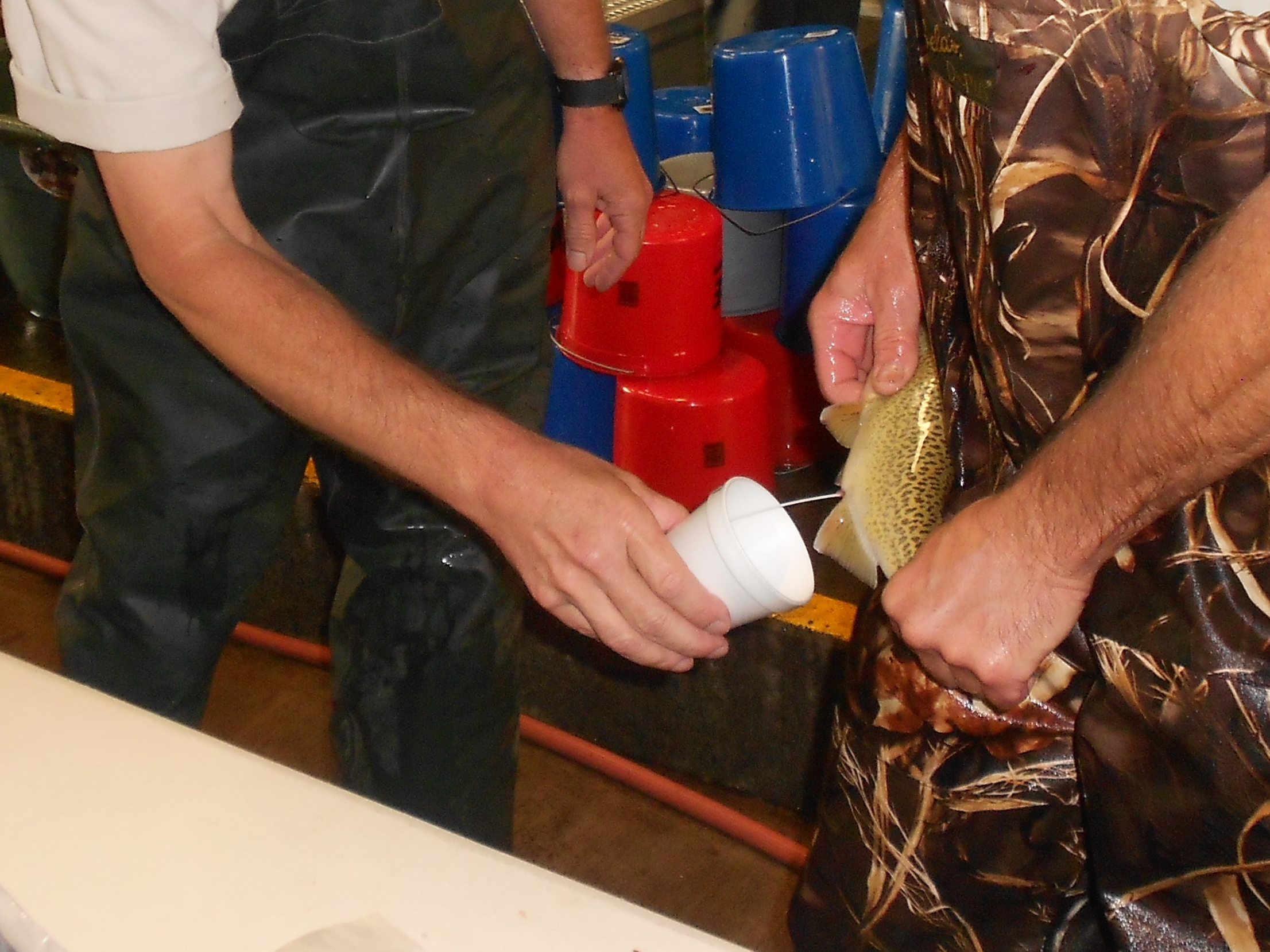
Recollint llet d'un salmó Chinook a una eclosionadora del USFWS

La llet de peix és el fluid seminal de peixos, mol·luscs, i d'altres animals aquàtics que es reprodueixen per aspersió d'aquest, que conté l'esperma, sobre la fresa.

## Com a aliment

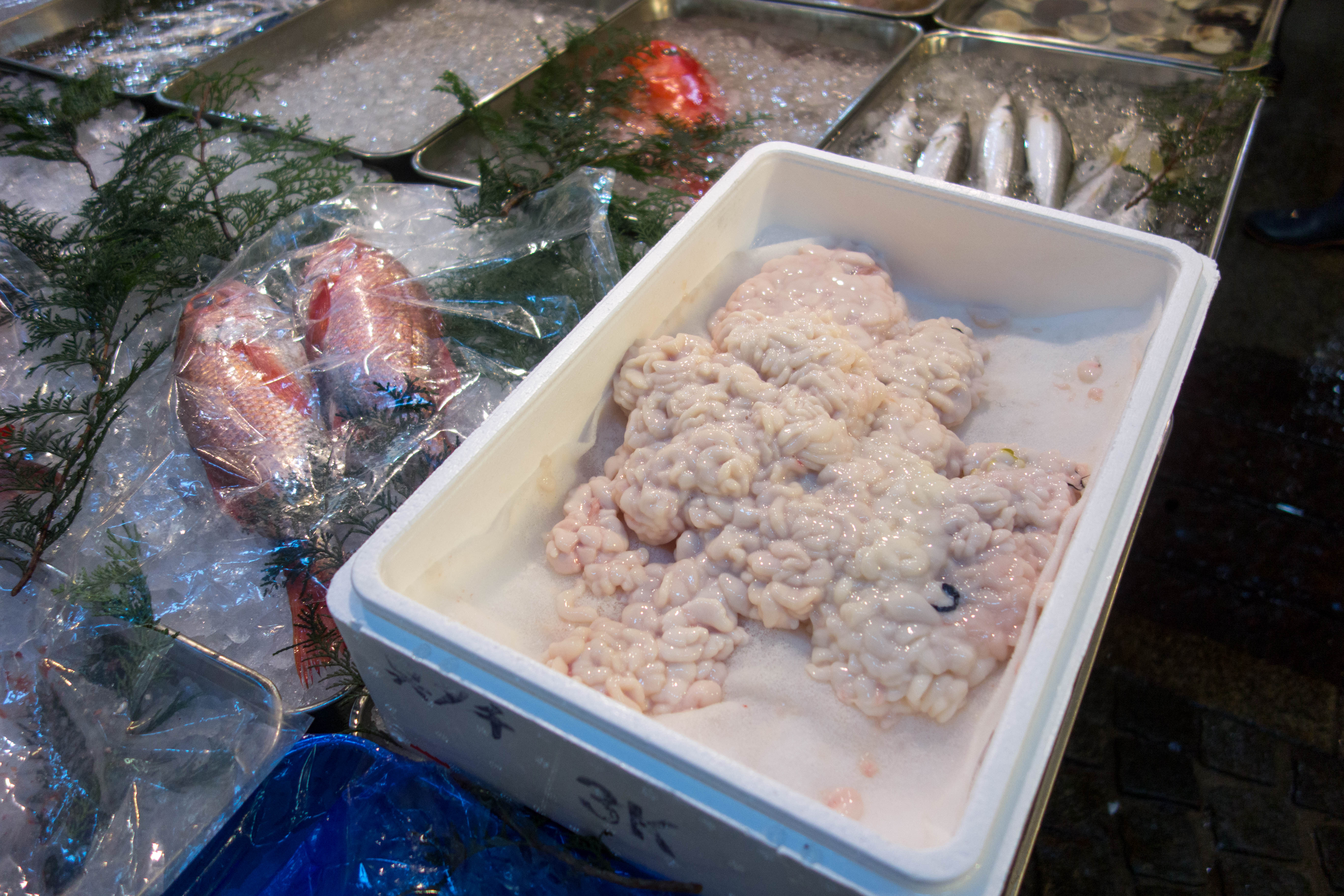
Llet d'osmèrid

La llet de peix també pot fer referència als genitals masculins dels peixos quan aquests contenen esperma i s'utilitzen en la cuina. Moltes cultures en mengen, sovint fregit, però rarament com un plat per si mateix.
En la cuina russa, la llet d'arenga (молока, «Moloka») és preparada de la mateixa manera com la resta del peix, però es menja per separat, de vegades combinat amb caviar d'arenga. La llet de diferents peixos blancs fregida és un plat habitual i econòmic.

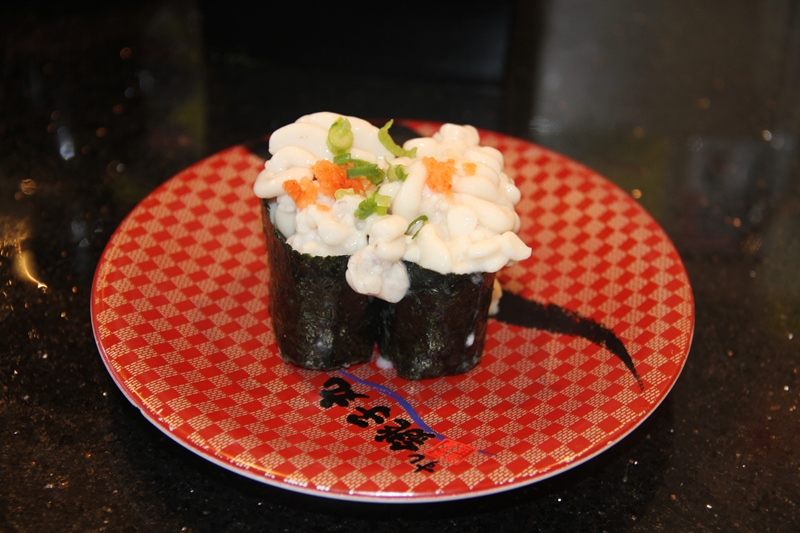
Shirako gunkanmaki

En la cuina japonesa, la llet (白子 shirako 'nens blancs') de bacallà (tara), de loliformes (ankō), salmó (sake), calamar (ika) i tetraodòntids (fugu) es tracta d'una delicadesa.
En la cuina siciliana, s'utilitza la llet de tonyina, coneguda com a «Lattume» es serveix per sobre de la pasta.
En la cuina romanesa, la llet de la carpa i d'altres peixos de riu s'anomena «Lapți» i es prepara normalment fregida.
En la cuina indonèsia se sol consumir la llet dels peixos Channa striata i d'alguns Lutjànids.
En la cuina coreana es pren la llet del peix carboner d'Alaska, dels tetraodòntids, dels espàrids i d'alguns raps i bacallàs. La llet de peix en coreà rep el nom de «이리» («iri»).